# 憲法発布勅語
ここでは、大日本帝国憲法発布にともない渙発された勅語（ちょくご）を解説する。
同日の発布に先立つ告文、さらに発布にあたって付された上諭とあわせて、「三誥」と称される。

## 解説
1889年（明治22年）2月11日、大日本帝国憲法が発布され、明治天皇から黒田清隆首相に憲法本文が下賜された。これと同時に、勅語が渙発された。

## 大意
第一文段国家の統治（天皇の統治大権の行使）を果たすために、憲法を発布したことを宣言している。
第二文段歴代の天皇による統治が、国民の協力によって行われてきたことを確認している（君民共治）。
第三文段君民共治の伝統を振り返り、これからも天皇による統治に協力することを求めている。

## 特徴
憲法発布の根拠第一文段「朕カ祖宗ニ承クルノ大權ニ依リ」の部分で、憲法制定・発布権力は、明治天皇が歴代天皇から継承した「天皇の統治大権」によるものであることを確認した。
憲法発布の目的について第一分段「國家ノ隆昌ト臣民ノ慶福トヲ以テ中心ノ欣榮トシ」の部分で、天皇にとっての最上の喜びは国家の発展と国民の繁栄であるとし、これを達成することを目的として帝国憲法を制定・発布した。
「不磨の大典」この部分は、英訳では「immutable fundamental law」、すなわち「不変の根本的法」となっている。帝国憲法は歴代天皇による日本統治のありようを改めて明文化することによって成立しており、その条文の精神は深く歴史、社会に基礎づけられたものであるから、その根本部分については、短期間に変更が加えられるものではないことを改めて示している。